# JaCorian Duffield
JaCorian Duffield (ur. 2 września 1992) – amerykański lekkoatleta specjalizujący się w skoku wzwyż.
Złoty medalista czempionatu NACAC w San José (2015).
Stawał na podium mistrzostw USA. Złoty medalista mistrzostw NCAA.
Rekordy życiowe: stadion – 2,34 (26 czerwca 2015, Eugene); hala – 2,29 (14 marca 2015, Fayetteville).

## Osiągnięcia
| Rok  | Impreza            | Miejsce  | Lokata            | Wynik (m) |
| ---- | ------------------ | -------- | ----------------- | --------- |
| 2015 | Mistrzostwa NACAC  | San José | 1. miejsce        | 2,25      |
| 2015 | Mistrzostwa świata | Pekin    | el. – 16. miejsce | 2,29      |